# Eligma malagassica
Eligma malagassica är en fjärilsart som beskrevs av Rothschild 1896. Eligma malagassica ingår i släktet Eligma och familjen trågspinnare. Inga underarter finns listade i Catalogue of Life.